# Rhamnidium dictyophyllum
Rhamnidium dictyophyllum là một loài thực vật có hoa trong họ Táo. Loài này được Ignatz Urban miêu tả khoa học đầu tiên năm 1914 theo mẫu vật Harris & Britton 10606.

## Phân bố
Loài này được tìm thấy tại Jamaica.